# Vieux château de Bournezeau
Le vieux château de Bournezeau est un château fort ayant existé dans l'actuel bourg de Bournezeau, et se situait face à la place de la Mairie, et très près de l'église actuelle.

## Histoire
La seigneurie de Bournezeau, qui dépendait de la Vicomté de Thouars, comme la plupart des places fortes du bocage vendéen, existe au moins depuis la fin du XIe siècle. Les seigneurs de cette époque faisaient partie de la famille de Blois-Penthièvre, qui serait à l'origine de l'ancien nom de Bournezeau, Bleais..
La seigneurie de Bournezeau correspondait à un territoire englobant les Pineaux, Saint-Ouen-des-Gâts, Saint-Vincent-Fort-du-Lay, Puymaufrais, et en partie Bellenoue, Saint-Valérien, Saint-Philbert-de-Pont-Charrault, Saint-Laurent-de-la-Salle, Saint-Florent-des-Bois, Thorigny, Lairoux, Château-Fromage et Saint-Germain-le-Prinçay.
La baronnie eut les honneurs du marquisat, par lettres d'avril 1681, en faveur de Jean de Creil, maître des requêtes. La dernière de ce rameau fut Marie de Creil (1716-1780), épouse de Paul-François de Beauvilliers, duc de Saint-Aignan (1710-1742). Veuve sans enfant, elle fut duchesse douairière de Beauvilliers, et dame d'honneur de Mme Adélaïde, fille de Louis XV. A sa mort, le domaine passa à un cousin maternel, Michel-Pierre-François d'Argouges (+ 1786), dont la fille épousa le prince de Talmont. 
Les communs et l'assiette des jardins de l'ancien château ont été inscrits au titre des monuments historiques par arrêté du 3 juillet 2020.